# De Grote Molen (Marrum)
De Grote Molen is een achtkante windmolen van het type grondzeiler bij Marrum die werd gebouwd in 1845. De functie is poldermolen.
De molen is niet meer aangesloten op de boezem, maar is wel bedrijfsvaardig in circuit en wordt bediend door een vrijwillige molenaar. Eigenaar is Stichting De Fryske Mole.